# Křížová výprava (seriál)
Křížová výprava (v anglickém originále Crusade) je americký sci-fi televizní seriál, jehož autorem je J. Michael Straczynski. Premiérově byl vysílán v roce 1999. Celkově bylo natočeno 13 dílů a ještě před odvysíláním prvního z nich byl seriál během produkce první řady zrušen. Dějově navazuje na seriál Babylon 5 a z něj odvozené filmy.

## Obsazení
- Gary Cole jako kapitán Matthew Gideon, velící důstojník lodi Excalibur
- Tracy Scogginsová jako kapitán Elizabeth Lochleyová, velící důstojník stanice Babylon 5
- Daniel Dae Kim jako poručík John Matheson, první důstojník lodi Excalibur
- David Allen Brooks jako Max Eilerson, archeolog
- Peter Woodward jako Galen, technomág
- Marjean Holdenová jako Sarah Chambersová, lékařka na lodi Excalibur
- Carrie Dobrová jako Dureena Nafeel, zlodějka

## Vysílání
| Řada | Díly | Premiéra v USA | Premiéra v USA |
| Řada | Díly | První díl      | Poslední díl   |
| ---- | ---- | -------------- | -------------- |
| 1    | 13   | 9. června 1999 | 1. září 1999   |